# 1073
El 1073 (MLXXIII) fou un any comú començat en dimarts del calendari julia

## Esdeveniments
- Imperi Romà d'Orient: el domèstic d'Orient, Isaac Comnè, encapçala una expedició per pacificar Anatòlia.
- Neix la primera casa a Vallbona d'Anoia coneguda com a Cal Vallès.

## Naixements
- Leopold III, marcgravi d'Àustria
- Ishaq ben Reuben, poeta, Barcelona